# 亞伯拉罕·棣莫弗
亞伯拉罕·棣莫弗（法語：Abraham de Moivre，法語發音：[abʁaam də mwavʁ]，1667年5月26日—1754年11月27日），法國數學家，發現了棣莫弗公式，將複數和三角學連繫起來。其他貢獻主要是在正態分布和概率論上，包括斯特林公式。他亦發現了中心極限定理的一個特例，後人稱為棣莫弗-拉普拉斯定理。
1692年，他認識了當時英國皇家學會助理秘書愛德蒙·哈雷，不久後結識艾薩克·牛頓，並與兩人成為好友。他在1697年加入皇家學會。1710年他被指派處理牛頓和萊布尼茲關於微積分發明者的爭議。
棣莫弗是加爾文主義者，1685年南特敕令廢止後他便離開法國，在英國度過餘生。他十分貧窮，據說他是Slaughter咖啡館的常客，借下國際象棋以賺錢。他死於倫敦，葬於聖馬丁教堂（遺體後來移到別處）。

## 機率
棣莫弗通过拓展前辈们特别是惠更斯以及许多伯努利家族的工作，成为解析几何和概率论的先驱。同时他编写了概率论方面的第二本教科书The Doctrine of Chances: a method of calculating the probabilities of events in play

## 棣莫弗公式
1707年，棣莫弗推導出下列公式：
{\displaystyle \cos x={\frac {1}{2}}(\cos(nx)+i\sin(nx))^{1/n}+{\frac {1}{2}}(\cos(nx)-i\sin(nx))^{1/n}}

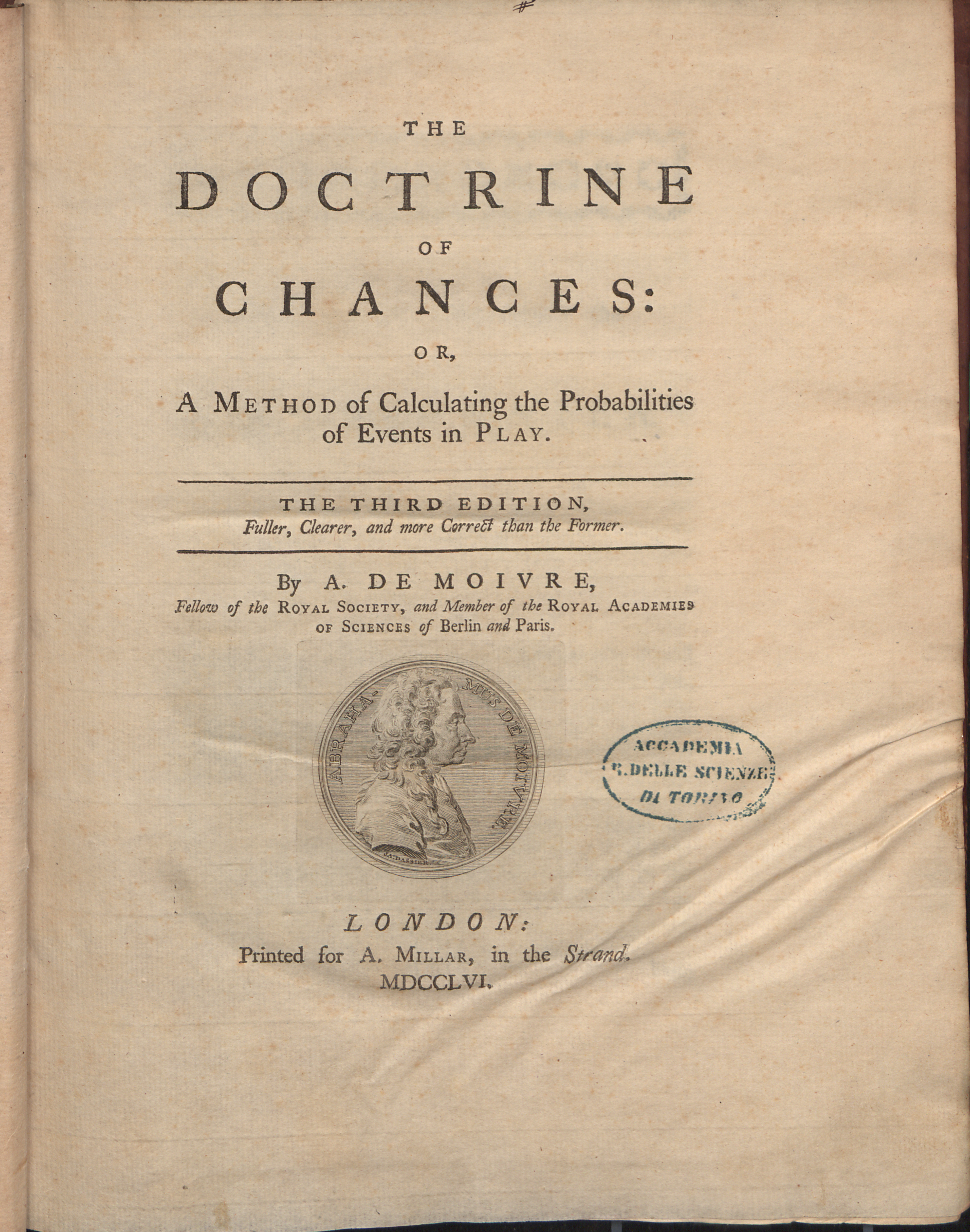
Doctrine of chances, 1761

他證明此式對任一 n 均適用。他在 1722 年將其改寫成如今我們熟悉的形式：
{\displaystyle (\cos x+i\sin x)^{n}=\cos(nx)+i\sin(nx).}

## 外部連結
- 傳記（MacTutor）（页面存档备份，存于）
- The Doctrine of Change（页面存档备份，存于） at MathPages.